# Alcippe peracensis
Az Alcippe peracensis a madarak osztályának verébalakúak (Passeriformes) rendjébe és a Pellorneidae családjába tartozó faj.

## Rendszerezése
A fajt Richard Bowdler Sharpe angol ornitológus írta le 1887-ben.

## Alfajai
- Alcippe peracensis annamensis Robinson & Kloss, 1919
- Alcippe peracensis peracensis Sharpe, 1887[2]

## Előfordulása
Délkelet-Ázsiában az  Indokínai-félszigeten, Kambodzsa, Laosz, Malajzia, Thaiföld és Vietnám területén honos. A természetes élőhelye a szubtrópusi vagy trópusi hegyi esőerdők. Állandó, nem vonuló faj.

## Megjelenése
Testhossza 14-15,5 centiméter.

## Életmódja
Párban, vagy kisebb csapatban keresgéli rovarokból álló táplálékát.